# Kirill Pogorelov
Kirill Andreevič Pogorelov (in russo Кирилл Андреевич Погорелов?; Omsk, 25 ottobre 1987 – Mosca, 29 dicembre 2019) è stato un giocatore di calcio a 5 russo.

## Carriera
Impiegato come laterale, ha giocato la sua carriera quasi per intero nel Noril'skij Nikel', di cui è stato inoltre capitano tra il 2012 e il 2017. Con la Nazionale di calcio a 5 della Russia Under-21 ha preso parte al campionato europeo di categoria vinto dalla Russia. È morto il 29 dicembre 2019 in un incidente automobilistico nel centro di Mosca.